# Laupertshausen
Laupertshausen ist eine Ortschaft im Landkreis Biberach. Sie ist ein Teilort der Gemeinde Maselheim.

## Teilorte
- Ellmannsweiler
- Schnaitbach

## Wappen

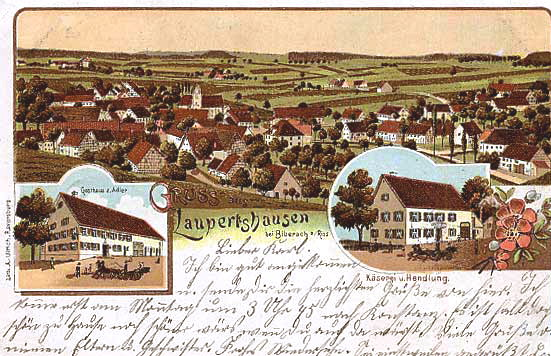
Laupertshausen um 1900

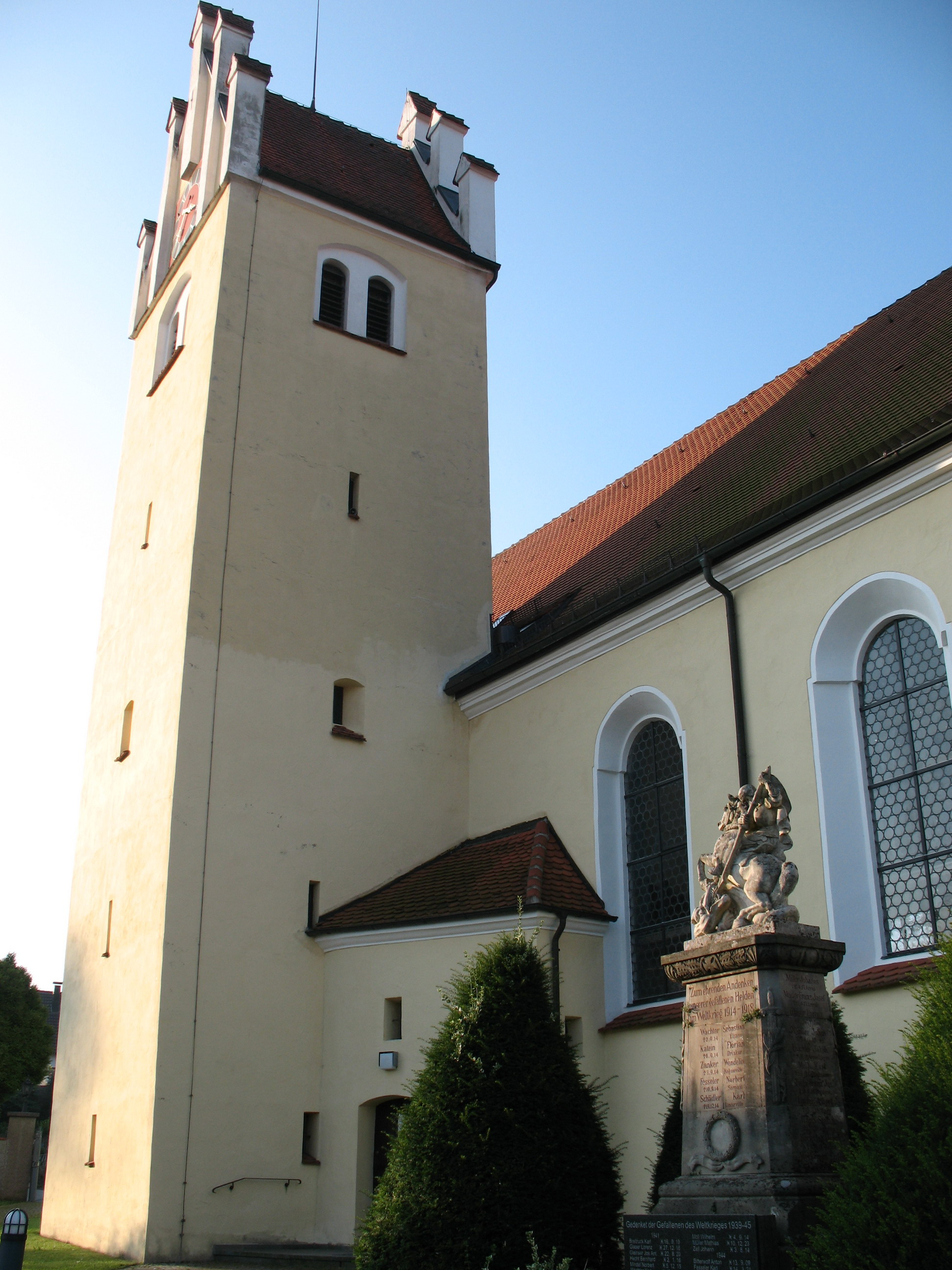
Kirche St. Jakobus & Pelagius

Das Wappen von Laupertshausen zeigt ein gelbes/goldenes Schwert auf rotem Grund. Zu beiden Seiten ist dieses gesäumt von einer silbernen/weißen Muschel. Diese beiden Gegenstände sind jeweils Symbol der Kirchenheiligen der Orte: Für St. Jakobus die Muschel und für St. Pelagius steht das Schwert. Die Farben entstammen den Wappen der ehemaligen Ortsherren Holzapfel/Biberach sowie der Herren von Ellmannsweiler. In seiner heutigen Form wurde das Wappen am 6. Juni 1957 vom baden-württembergischen Innenministerium verliehen.

## Geschichte
Die Geschichte von Laupertshausen beginnt im Jahr 1275 als „Laiboltzhusen“. Weitere Erwähnungen erfolgen als: „Lainboltzhusen“ (1324) und „Laboltzhusen“ (1353). Auf Grund der Ortsnamenendung „-hausen“ wird vermutet, dass die Ursprünge des Dorfes in der Merowinger-Zeit liegen. Die Erwähnung von 1275 betrifft Laupertshausen als Pfarrei des Dekanats Laupheim-Schwendi. Laupertshausen war freies Eigentum der Familie Holzapfel aus Biberach, welche das Dorf 1468 zur Hälfte an das Spital von Biberach veräußerte. Die verbliebene Hälfte, welche inzwischen den Herren von Ulm, Mittelbiberach und Neu-Ulm gehörte, kaufte das Spital etwas mehr als 200 Jahre später, im Jahr 1699. Danach befand sich das Dorf unter der Herrschaft der freien Reichsstadt Biberach. Im Jahr 1803 wurde das Dorf zunächst badisch und kam 1806 zum Königreich Württemberg. Der Ort wurde Bestandteil des Oberamts Biberach.
Am 1. Januar 1975 wurde Laupertshausen nach Maselheim eingemeindet.

## Dorfleben
Vereine
- Chorgemeinschaft Laupertshausen e. V.
- Kriegerkameradschaft Laupertshausen
- Musikverein Laupertshausen e. V.
- Narrenzunft Deifelsloch-Märra e. V. Laupertshausen
- Reservisten-Kameradschaft Laupertshausen e. V.
- SV Laupertshausen
- Theatergruppe Laupertshausen e. V.
- Katholischer Kirchenchor Laupertshausen
- Katholische Landjugend Laupertshausen
- Katholische Seniorengruppe

Veranstaltungen

Jährlich veranstaltet der Musikverein
- Metzelsuppe-Essen
- Gartenfest

Restaurants
- Wirtshaus zum Witzles
- Wuschdbude_LA

## Infrastruktur
Sehenswürdigkeiten
- Kirche St. Jakobus & Pelagius

Die Kirchenpatronen weisen auf ein hohes Alter der Kirche hin. Schon zu Beginn des 13. Jahrhunderts war Laupertshausen Pfarrort. Der Turm stammt aus der Spätgotik, die restliche Ausstattung dagegen aus dem Hochbarock.
Verkehrswege
Durch das Dorf führt der Oberschwäbische Jakobsweg von Ulm nach Konstanz.
Sonstiges
- Naturfreibad Ellmannsweiler

## Persönlichkeiten
- Josef Moll (1908–1989), General der Bundeswehr, geboren in Laupertshausen